# Sergei Gennadjewitsch Proswirnin
Sergei Gennadjewitsch Proswirnin (russisch Сергей Геннадьевич Просвирнин; * 17. März 1970 in Balakowo, Oblast Saratow) ist ein früherer russischer Crosslauf-Sommerbiathlet.
Sergei Proswirnin stammt aus einer sportbegeisterten Familie und betrieb in seiner Jugend verschiedene Wintersportarten, unter anderem Eiskunstlauf. Nach dem Umzug seiner Familie nach Swerdlowsk 1985 begann er mit dem Skilanglauf. Eher zufällig nahm er 1994 an einem Biathlonwettbewerb teil, weil seine Militärschule die Disziplin bei einem Wettkampf nicht besetzen konnte. Ab 1995 widmete er sich vorwiegend dem Biathlon. Proswirnin gehörte in den Jahren um die Jahrtausendwende zur Weltspitze der Crosslauf-Sommerbiathleten. Zwar konnte er weder bei Welt- noch bei Europameisterschaften je eine Einzelmedaille gewinnen, doch gewann er als zuverlässiger Mannschaftsläufer mit der russischen Staffel vier Titel bei Weltmeisterschaftsrennen: 1998 in Osrblie, 1999 in Minsk mit Alexei Kobelew, Alexei Kowjasin und Dmitri Nikiforow, 2000 in Chanty-Mansijsk mit Kowjasin, Andrei Prokunin und Nikiforow sowie 2002 in Jablonec nad Nisou mit Kobelew, Pawel Tschuprijanow und Nikiforow. 2000 führte er seine Staffel als Schlussläufer zum Erfolg. Als er 2001 nicht berufen wurde, erreichte die russische Staffel mit dem dritten Rang ihr schlechtestes Ergebnis, das sie je in diesem Wettbewerb erreicht hatte. 2004 nahm Proswirnin an den erstmals ausgetragenen Sommerbiathlon-Europameisterschaften in Clausthal-Zellerfeld teil. Im Sprint belegte er den fünften Platz und wurde im Verfolgungsrennen erneut Fünftplatzierter. Im Staffelrennen lief er mit der zweiten russischen Staffel außer Konkurrenz, hätte mit dieser, wäre sie in die Wertung gegangen, mit Jewgenija Michailowa, Galina Mesenzewa und Timur Nurmejew hinter der ersten russischen Staffel die Silbermedaille gewonnen. 1991 schloss Proswirnin eine Ausbildung an der Politisch-militärischen Hochschule der Panzerartillerie in Swerdlowsk (Свердловское высшее военно-политическое танко-артиллерийское училище), heute Militärhochschule der Artillerie in Jekaterinburg (Екатеринбургское высшее артиллерийское командное училище (ЕВАКУ)), ab und begann 2002 ein Promotionsstudium an der Moschaiski-Militärakademie für Raumfahrt in Sankt Petersburg, wo er als Biathlontrainer arbeitet. Er ist Direktor der Biathlon-Föderation von Sankt Petersburg. Der Major wurde als Verdienter Meister des Sports ausgezeichnet, er ist verheiratet mit Nadja, einer früheren russischen Meisterin im Skilanglauf, und hat zwei Töchter.